# Kilkeper

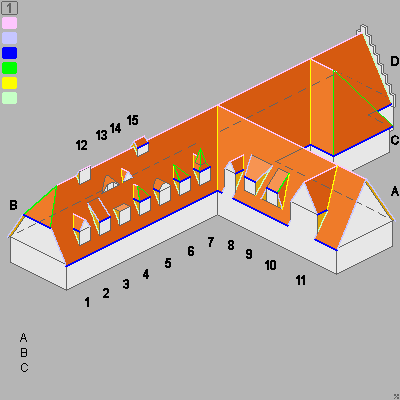
De lijnen in geel zijn kilkepers

Een kilkeper of kielkeper, is een balk, spoor of keper op de inwendige ontmoeting van twee dakvlakken die elkaar snijden in een stompe hoek. In de figuur zijn de gele lijnen de kilkepers, de groene lijnen zijn de hoekkepers.
Op deze plek worden vaak andersvormige pannen of bekleding gebruikt dan elders op het dak. Dit zijn vaak kilkeperpannen.